# Gaius Valerius Flaccus (schrijver)
Gaius Valerius Flaccus (1e eeuw na Chr.) was een Romeins schrijver.

## Biografische gegevens
Over Valerius Flaccus is weinig bekend. Hij is quindecimvir sacris faciundis geweest, een lid van een priestergenootschap belast met onder meer het toezicht op het correcte verloop van religieuze en andere culturele plechtigheden. Hij leefde gedeeltelijk onder de regering van keizer Vespasianus, aan wie hij zijn onvoltooide epos opdroeg. Hij overleed kort na 92.

## Werk
Zijn aan Vespasianus opgedragen epos Argonautica in 8 boeken is onafgewerkt gebleven, wellicht door de vroegtijdige dood van de dichter. Hierin verhaalde hij de bekende tocht van de Argonauten op zoek naar het Gulden Vlies, zoals vóór hem ook Apollonius van Rhodos in het Grieks had gedaan, zij het met méér oog voor de karaktertekening van Medea, geslingerd tussen haar passie voor Iason en de trouw aan haar vader. Het werk eindigt abrupt met de achtervolging van de Argo door Medea’s broer Absyrtus.

## Betekenis
Valerius Flaccus heeft het werk van Apollonius tot voorbeeld genomen, maar zonder hem slaafs te volgen. Hij verwijst ook sterk naar Vergilius en Ovidius, en andere Latijnse auteurs. Door veel verwijzingen naar oudere literatuur te combineren, creëert hij toch een zeer origineel werk. Hoewel minder expliciet dan Vergilius, is het werk van Valerius Flaccus uitermate betrokken bij de contemporaine ontwikkelingen. Zo reflecteert het op de traumatische gebeurtenissen van het jaar 69 en biedt het een scherpe analyse van het principaat van Vespasianus.